# Галлоне, Соава
Станислава Винавер (пол. Stanisława Winawerówna, более известная как Соава Галлоне (итал. Soava Gallone; 1880, Варшава, Российская империя, ныне Польша — 30 марта 1957, Рим, Лацио, Италия) — итальянская актриса и сценарист; звезда немого кино. Жена режиссёра Кармине Галлоне.

## Биография
Родилась в семье крупного варшавского адвоката. Училась в нескольких театральных школах. 
С 1911 года — в Италии, где дебютировала в фильме «Любовь без тайн». Снималась в основном в Италии и Франции, — как правило, у своего мужа Кармине Галлоне. Всего — более чем в сорока игровых картинах. Критики сравнивали её с американкой Лилиан Гиш. 
С приходом звукового кино перестала сниматься, сосредоточившись на работе в театре.

## Избранная фильмография

### Актриса
- 1913 —  / I corvi (к/м)
- 1913 —  / Il romanzo (к/м)
- 1913 —  / Il bacio di Cirano — Грация
- 1914 —  / Il romanzo di un torero (к/м)
- 1914 — Кабирия / Cabiria
- 1914 —  / Rinunzia (к/м)
- 1914 —  / Amore senza veli (к/м)
- 1914 —  / Il bel gesto (к/м)
- 1914 —  / La moglie dell'autore (к/м)
- 1914 —  / Tra i gorghi (к/м)
- 1914 —  / I vagabondi
- 1914 —  / Fede (к/м)
- 1915 —  / L'amore sognato (к/м)
- 1915 —  / Senza colpa!
- 1915 —  / Sotto le tombe
- 1915 —  / Capriccio mortale (к/м)
- 1915 —  / La beffa atroce (к/м)
- 1916 — Аватар / Avatar
- 1917 —  / La chiamavano Cosetta
- 1917 — Мать / Madre
- 1917 —  / La bella salamandra
- 1917 —  / La danza della vita e della morte
- 1918 —  / La storia di un peccato
- 1919 —  / Maman poupée — Сусанна ди Монтальдо
- 1920 —  / Nemesis — Элиза Руанская
- 1922 —  / La tormenta — Магда
- 1925 —  / La via del peccato
- 1929 —  / Celle qui domine
- 1931 — Секрет доктора / Il segreto del dottore — Лилиана Гарнер